# Arbace (roi des Mèdes)
Arbace fut, d'après Ctésias, un des généraux de Salmanazar III (roi d'Assyrie, fils d'Assurnazirpal).
Il conspira contre ce prince avec le Chaldéen Bélésis, gouverneur de Babylone, et partagea ses États avec les principaux conjurés. Il obtint ainsi le royaume des Mèdes, vers -759 selon le Bouillet, ou -830 selon l'Encyclopædia Britannica (1911), et établit sa résidence à Ecbatane. Il y aurait régné 28 ans.
Des inscriptions de Sargon II d'Assyrie désignent un certain Arbaku d'Arnashie comme l'un des quarante-cinq chefs des districts mèdes payant un tribut à Sargon en -713.

## Source
- Marie-Nicolas Bouillet  et Alexis Chassang (dir.), « Arbace (roi des Mèdes) » dans Dictionnaire universel d’histoire et de géographie, 1878 (lire sur Wikisource)
- (en) « Arbaces », dans Encyclopædia Britannica [détail de l’édition], 1911 (lire sur Wikisource).